# انتهاك جنسي
الإيذاء الجنسي أو الانتهاك الجنسي أو العنف الجنسي هو القيام بسلوك جنسي بالقوة من طرف دون رغبة الآخر.

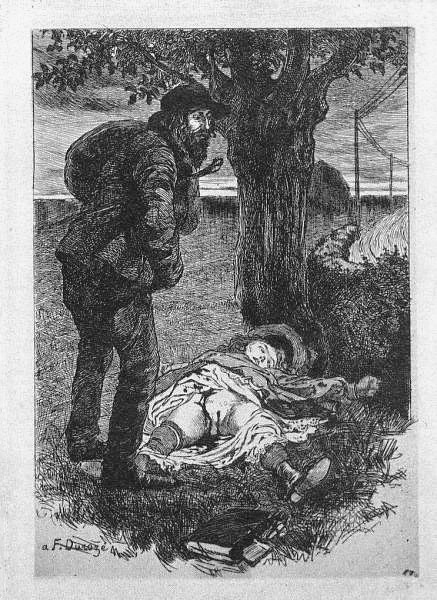

عندما تكون قوة ذلك الانتهاك فورية ولمدة قصيرة أو بشكل غير متكرر يسمى الانتهاك في تلك الحالة باسم الاعتداء الجنسي. وعندما يكون الطرف الذي يجري عليه الانتهاك دون السن القانوني فيخصص الانتهاك باسم التحرش الجنسي بالأطفال. يحدث الأنتهاك الجنسي في وقت السلم ووقت الصراعات المسلحة على حد سواء ويعتبر من أكثر الانتهاكات شيوعًا لحقوق الأنسان 
يعتبر العنف الجنسي مشكلة خطيرة للصحة العامة ولها تآثيرات على الأجل القصير والبعيد متعلقة بالصحة العقلية والجسدية، مثل المشكلات الصحية المتعلقة بالولادة  أو زيادة احتمالية لجوء الضحية للأنتحار أو انتقال عدوى الأيدز. القتل يمكن أن يحدث أيضًا أثناء الأعتداء الجنسي أو كنتيجة على الاعتداء مثل جريمة الشرف. بالرغم أن النساء والبنات هم الأكثر تعرضًا للانتهاك الجنسي أو العنف الجنسي الا أنه العنف الجنسي من الممكن أن يحدث لأي شخص في أي سن. 

## التعريف
قامت منظمة الصحة العالمية في تقريرها عام 2002 عن العنف والصحة بتعريف العنف الجنسي على أنه " أي فعل جنسي، محاولة لأي فعل جنسي، أي تعليقات جنسية غير مرغوبة تجاه أي شخص بالإكراه بواسطة أي شخص بغض النظر عن علاقته بالضحية، وليست حصرًا على المنزل والعمل فقط، كما أنها تضم الأغتصاب أيضًا.

## الضحايا

### العنف الجنسي المنزلي
العنف الجنسي المنزلي يتضمن جميع أشكال الأنشطة الجنسية الغير مرغوبة، وتعتبر جريمة حتى لو كانت الضحية سبق واشتركت في نشاط جنسي مع الشخص المعتدي سابقًا. وعتبر الرجال والنساء على حد سواء معرضين لأن يصبحوا ضحايا لمثل هذه الجريمة.
قامت منظمة الصحة العالمية بعمل دراسة عام 2006 عن العنف المنزلي الجنسي والجسدي ضد النساء في 10 دول، ووجدت ان العنف الجنسي المنزلي معدله يتراوح بين 10 إلى 50%. ويعتبر أيضًا العنف الجنسي المنزلي أقل شيوعًا من باقي أشكال العنف المنزلية.

### النساء
العنف الجنسي ضد النساء والبنات من الممكن أن يأخذ أشكال عديدة، حيث قامت منظمة الصحة العالمية في تقريرها العالمي عن العنف والصحة بأنشاء قائمة عن الطرق التي من الممكن أن يحدث بيها العنف الجنسي ضد النساء والبنات وكان تشمل الآتي:
- اغتصاب خلال النزاع المسلح
- اغتصاب أثناء الزواج أو في علاقات المواعدة
- اغتصاب بواسطة غرباء
- افعال جنسية غر مرغوبة أو تحرش جنسي
- أساءة جنسية للأطفال

وهناك دراسة تمت بواسطة جامعة اكسفورد في عام 1987 جاءت بأستنتاج بأن النساء في الجامعات قد ابلغت بخصوص تعرضها لأفعال جنسية غير مرغوبة نتيجة لأستخدام رجال الفاض غير مرغوب فيها أو أجبار جسدي ومن الممكن أن يتم استخدام المخدرات والكحوليات في لتسهيل المهمة.

## اقرأ أيضاً
- تحرش جنسي بالأطفال الذكورة السامة